# 강병의
강병의(姜秉義, 1992년 1월 2일 ~ )는 전 KBO 리그 LG 트윈스의 내야수이다.

## LG 트윈스시절
2011년에 입단하였다.

## 경찰 야구단시절
2012년에 입단하였다.

## LG 트윈스복귀
2013년에 복귀하였다.

## 출신 학교
- 서울영도초등학교
- 신월중학교
- 충암고등학교